# Abbas Maroufi

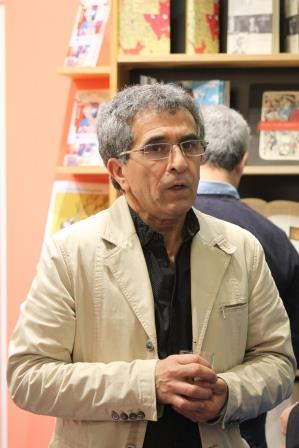
Abbas Maroufi, 2016

Abbas Maroufi (persisch عباس معروفی, DMG ʿAbbās Maʿrūfī; * 17. Mai 1957 in Teheran; † 1. September 2022 in Berlin) war ein iranischer Autor von Theaterstücken, Romanen und Erzählungen sowie Herausgeber der oppositionellen Zeitschrift Gardūn (Himmelsgewölbe).

## Leben
Nach der Elementarschule musste Maroufi tagsüber arbeiten, um zum Lebensunterhalt seiner Familie beizutragen. Am Abend holte er seine Schulbildung nach. Während seiner Zeit beim Militär versuchte er sich mit dem Schreiben.

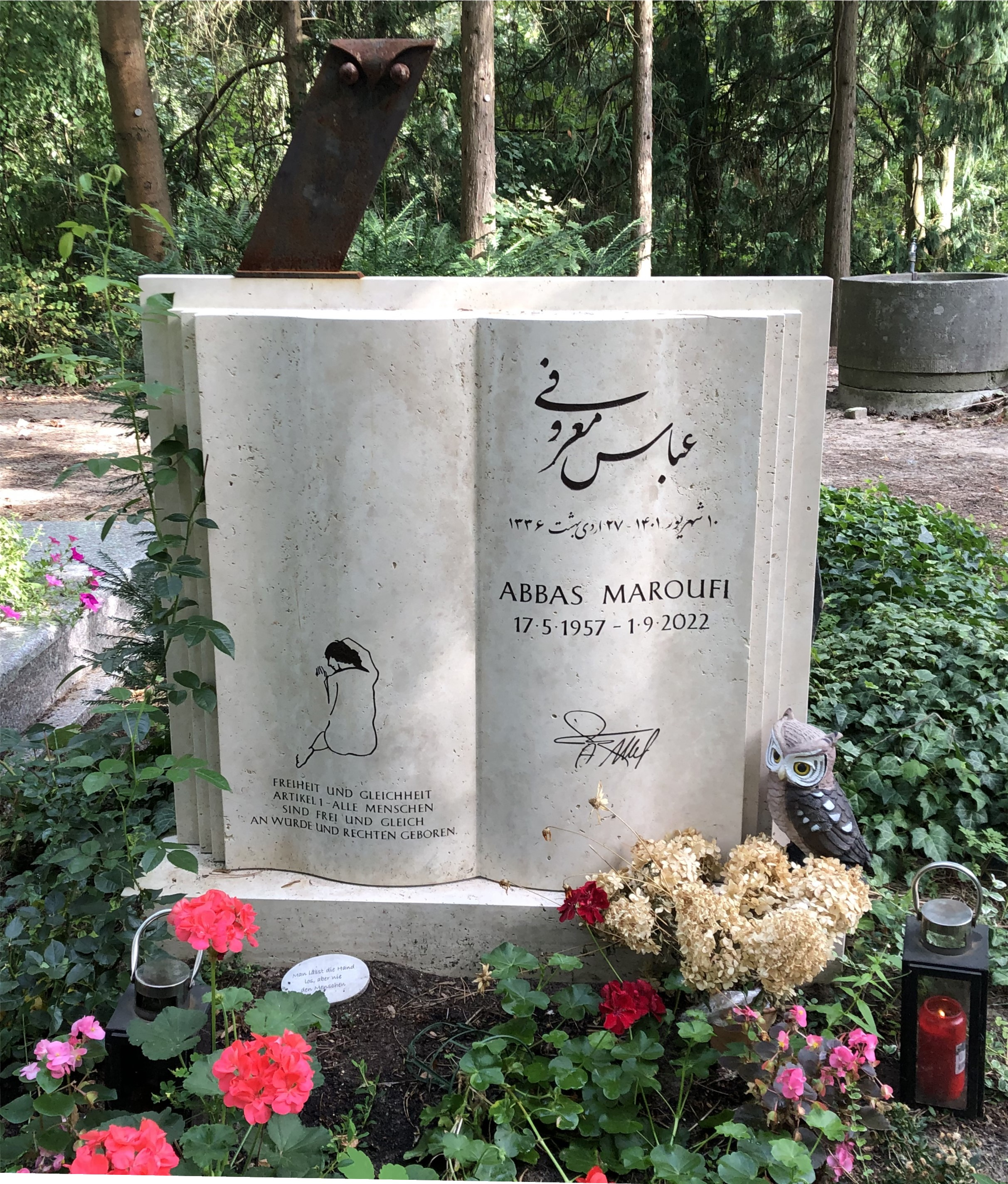
Grabstein von Abbas Maroufi

Mit dem Ende seiner Militärzeit wurde er wie viele andere Intellektuelle mit den Auswirkungen der Islamischen Revolution gegen den Schah Mohammad Reza Pahlavi konfrontiert. Abbas Maroufi schrieb sich an der Universität Teheran im Fach Dramatische Literatur ein, musste aber das Studium aufgrund der situationsbedingten Schließung der Universität zwischen 1980 und 1982 unterbrechen. In den anschließenden Jahren arbeitete er als Grammatiklehrer für Erwachsene und im Anschluss in der Musikabteilung der Stadthalle seiner Geburtsstadt. Da die islamische Revolution Unterhaltungsmusik untersagte, wurde ihm diese Arbeit bald unmöglich gemacht, sodass er sie 1990 aufgab und nun als Herausgeber die Zeitung Gardūn gründete, in der er über die kriminellen Missstände und die politische Unfreiheit im Iran berichtete. Im August 1991 verwüsteten verschleierte Frauen, die angeblich zu den Mitarbeiterinnen der Zeitung Kayhan und der Organisation für die Islamische Öffentlichkeitsarbeit zählten, die Büroräume von Gardūn. Vom Kläger wurde Maroufi zum angeklagten Volksverräter. Wenig später verurteilte ihn das Gericht für Presseangelegenheiten aufgrund der angeblichen Beleidigung der islamischen Grundwerte zu 20 Peitschenhieben, sechs Monaten Haft und einem zweijährigen Publikationsverbot. Dank internationaler Proteste und der Intervention Mohammad Chātamis, der eine Schiedskommission einrichtete, wurde das Urteil, das ursprünglich sogar auf die Todesstrafe gelautet haben soll, nicht zur Gänze vollstreckt, die Zeitung blieb jedoch verboten.
1996 gelang ihm die Ausreise aus dem Iran unerwartet leicht. Bei dieser Emigration wurde er vor allen Dingen von Günter Grass und der deutschen PEN-Vereinigung unterstützt. Er war Mitglied des PEN-Zentrums Deutschland. Maroufi lebte zunächst mit seiner Familie in Düren, wo er eine Zeit lang Gast im Heinrich-Böll-Haus war. Später siedelte er mit seiner Frau Akram Abooee, einer Malerin, und den drei Töchtern nach Berlin um, wo er von da an lebte. Während er einige Zeit als Nachtportier arbeitete, hörte er mit dem Schreiben auf. Später betrieb er neben einer kleinen Druckerei die Buchhandlung Hedayat für persische und orientalische Literatur. Gardūn brachte er im Exil einige Zeit lang heraus, musste die Zeitung aber aus finanziellen Gründen einstellen. Erst ab 2003 durften seine im Iran veröffentlichten Werke auch im Ausland veröffentlicht werden. Neben seinen Erzählungen und Romanen veröffentlichte er im Iran auch drei Theaterstücke.
Über die Lage der Exiliraner äußerte Maroufi in einem Interview gegenüber die tageszeitung zur Uraufführung eines seiner Theaterstücke in Berlin 2009 folgendes Bonmot: „Wir sind nicht revolutioniert, wir sind explodiert. Ein Arm landete in Europa, ein Bein in Indien, ein Zeh in England und der Kopf flog bis nach Amerika. Was im Ursprungsland derer blieb, die gegen ein verlogenes, diktatorisches Regime auf die Straße gegangen waren, ist der Bauch, der sich seitdem übergibt.“
Maroufi starb nach langer Krankheit am 1. September 2022 im Alter von 65 Jahren in Berlin und wurde auf dem Waldfriedhof Heerstraße in Berlin-Westend beigesetzt.

## Werke (Auswahl)
Erzählungen und Romane
- Ruberu-ye aftab. (Im Angesicht der Sonne) 1982
- Akharin nasl-e bartar. 1986
- Samfūnī-ye mordegān. Teheran 1989
  - Symphonie der Toten.[7] Aus dem Persischen von Anneliese Ghahraman-Beck, Insel-Verlag, Leipzig/Frankfurt am Main 1996, ISBN 3-458-16795-1
- Atr-e Yas (Jasminduft), 1992 (veröffentlicht durch US-amerikanischen Exilverlag)
- Die Gebetskette. Hrsg. von Faramarz Behzad und Roxane Haag-Higuchi. Mit einer Einleitung von Roxane Haag-Higuchi. Übersetzt von Farzin Atefi, Universitäts-Bibliothek, Bamberg 1997. ISBN 3-923507-25-9 (Parallelausgabe deutsch-persisch in arabischer Schrift)
- Peykar-e Farhād (eigentlich: Das Bildnis des Farhad)
  - Die dunkle Seite. Aus dem Persischen von Anneliese Ghahraman-Beck, Insel-Verlag, Leipzig/Frankfurt am Main 1998, ISBN 3-458-16903-2
- Abbas Maroufi: Schlafwandeln in Teheran. Warum Iran Kultur braucht, übersetzt von K. Amirpur, in: Frankfurter Allgemeine Zeitung, 6. Februar 1996.
- Im Jahr des Aufruhrs. Geschichte einer Liebe. Aus dem Persischen von Anneliese Ghahraman-Beck, Insel-Verlag, Leipzig/Frankfurt am Main 2005, ISBN 3-458-17238-6
- Feridun se pesar dāsht (Feridun hatte drei Söhne). Gardūn, Berlin 2005, ISBN 978-3-938406-07-6
- Dāstān-e Berlīn : majmūʿe-ye dāstān. Gardūn, Berlin 2005, ISBN 978-3-938406-13-7
- Fereydun hatte drei Söhne. Edition Büchergilde, Frankfurt am Main 2016, ISBN 978-3-86406-071-7. Aus dem Persischen von Susanne Baghestani.

Theaterstücke
- Und der Herr schuf die Kuh. 1995 im iranischen Gefängnis geschrieben, 2009 in Berlin uraufgeführt.[5]

## Auszeichnungen
- 2002: Arnold-Zweig-Stipendium der Stiftung Preußische Seehandlung